# Bactrocera dyscrita
Bactrocera dyscrita är en tvåvingeart som först beskrevs av Drew 1971.  Bactrocera dyscrita ingår i släktet Bactrocera och familjen borrflugor. Inga underarter finns listade.